# ارلتا ممتی
ارلتا ممتی (انگلیسی: Erëleta Memeti؛ زادهٔ ۳۰ ژوئن ۱۹۹۹) بازیکن فوتبال اهل آلمان است.
وی همچنین در تیم‌های ملی فوتبال تیم ملی فوتبال زیر 19 سال زنان آلمان, تیم ملی فوتبال زیر 20 سال زنان آلمان، و تیم ملی فوتبال زنان کوزوو بازی کرده‌است.